# کلمن (جورجیا)
کلمن، جورجیا (به انگلیسی: Coleman, Georgia) یک شهر در ایالات متحده آمریکا با جمعیت ۱۴۹ نفر است که در جورجیا واقع شده‌است.

## موقعیت جغرافیایی
موقعیت جغرافیایی شهرها و مناطق اطراف به شرح زیر است:

## نگارخانه

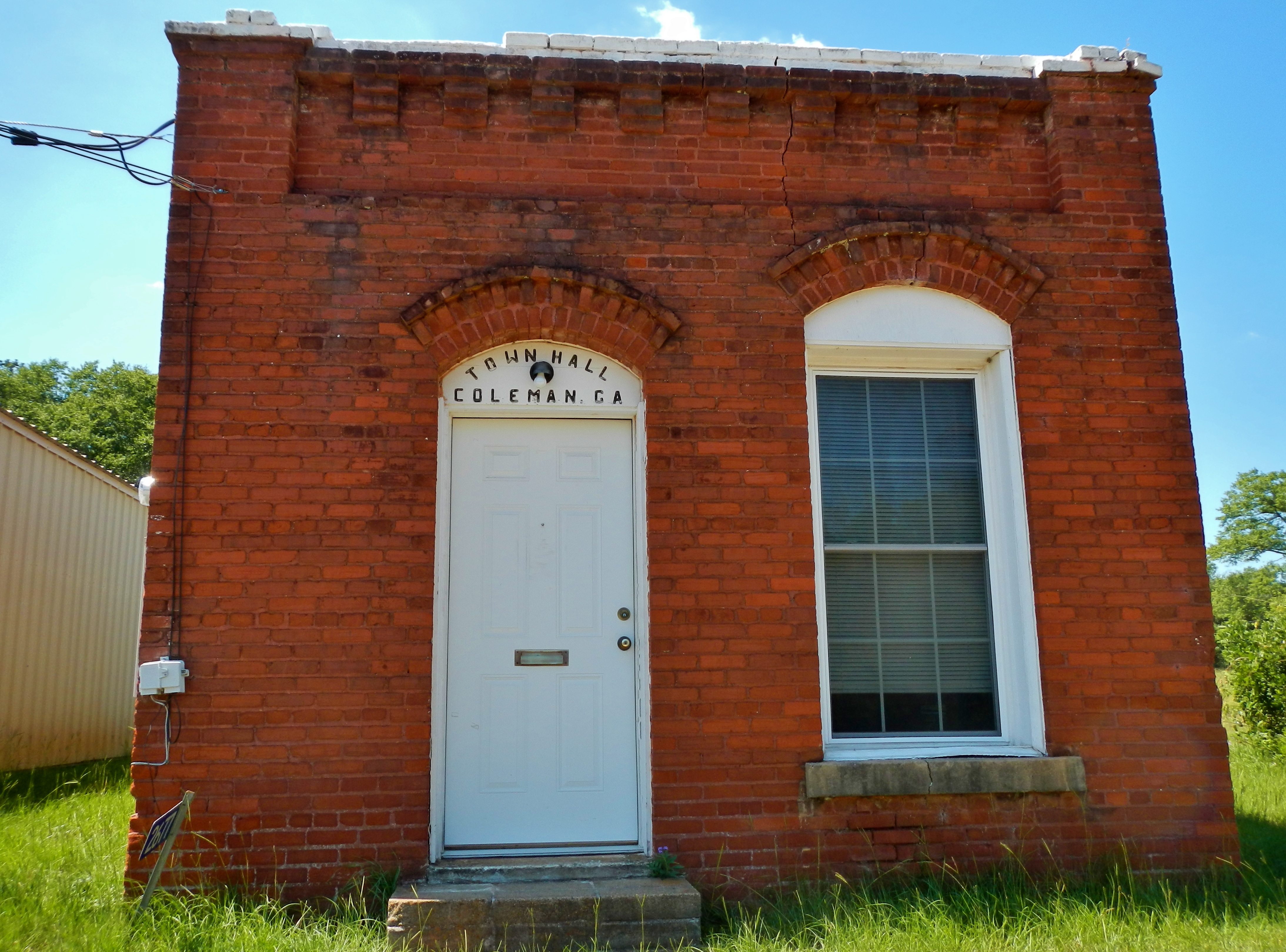
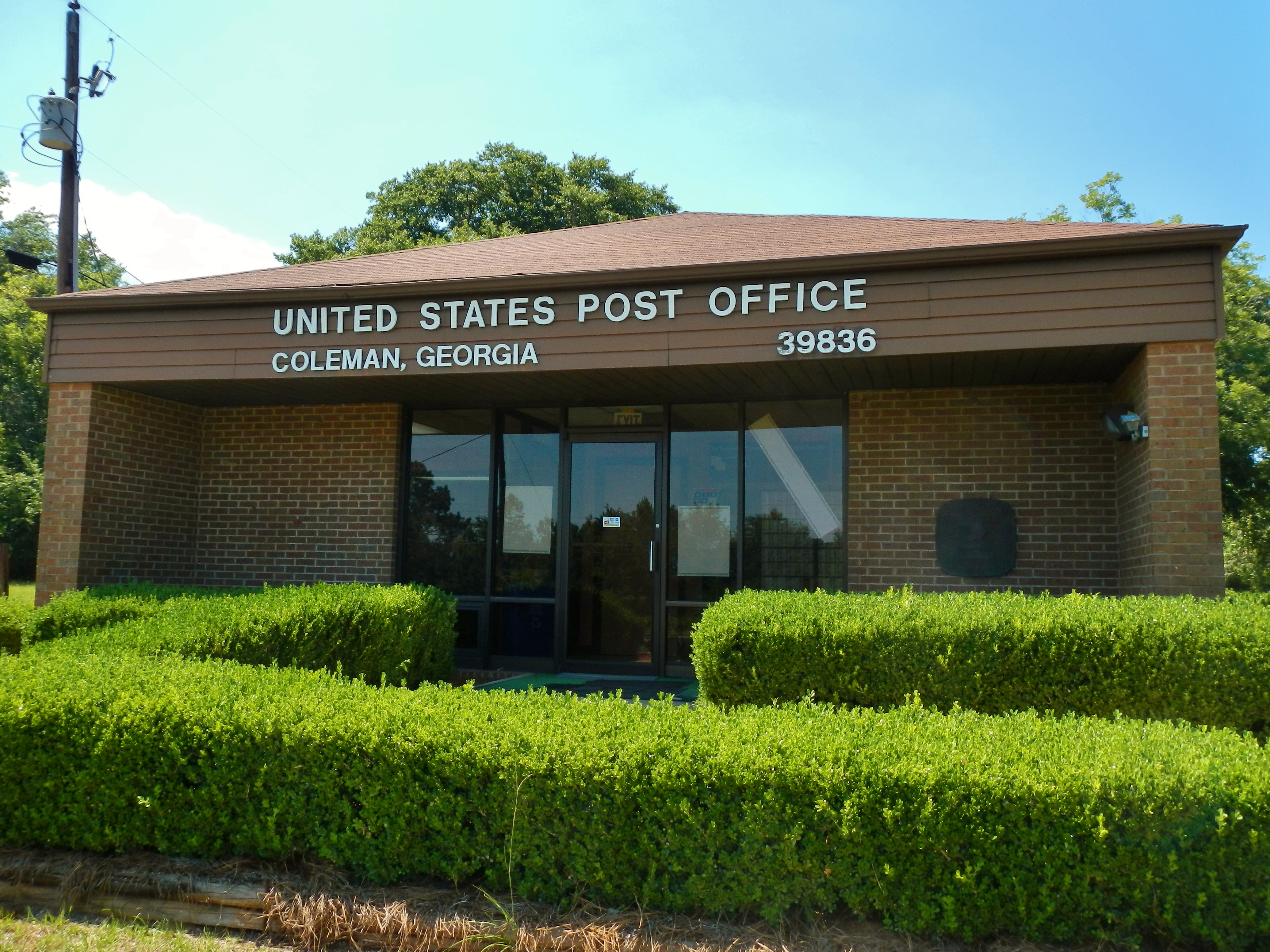
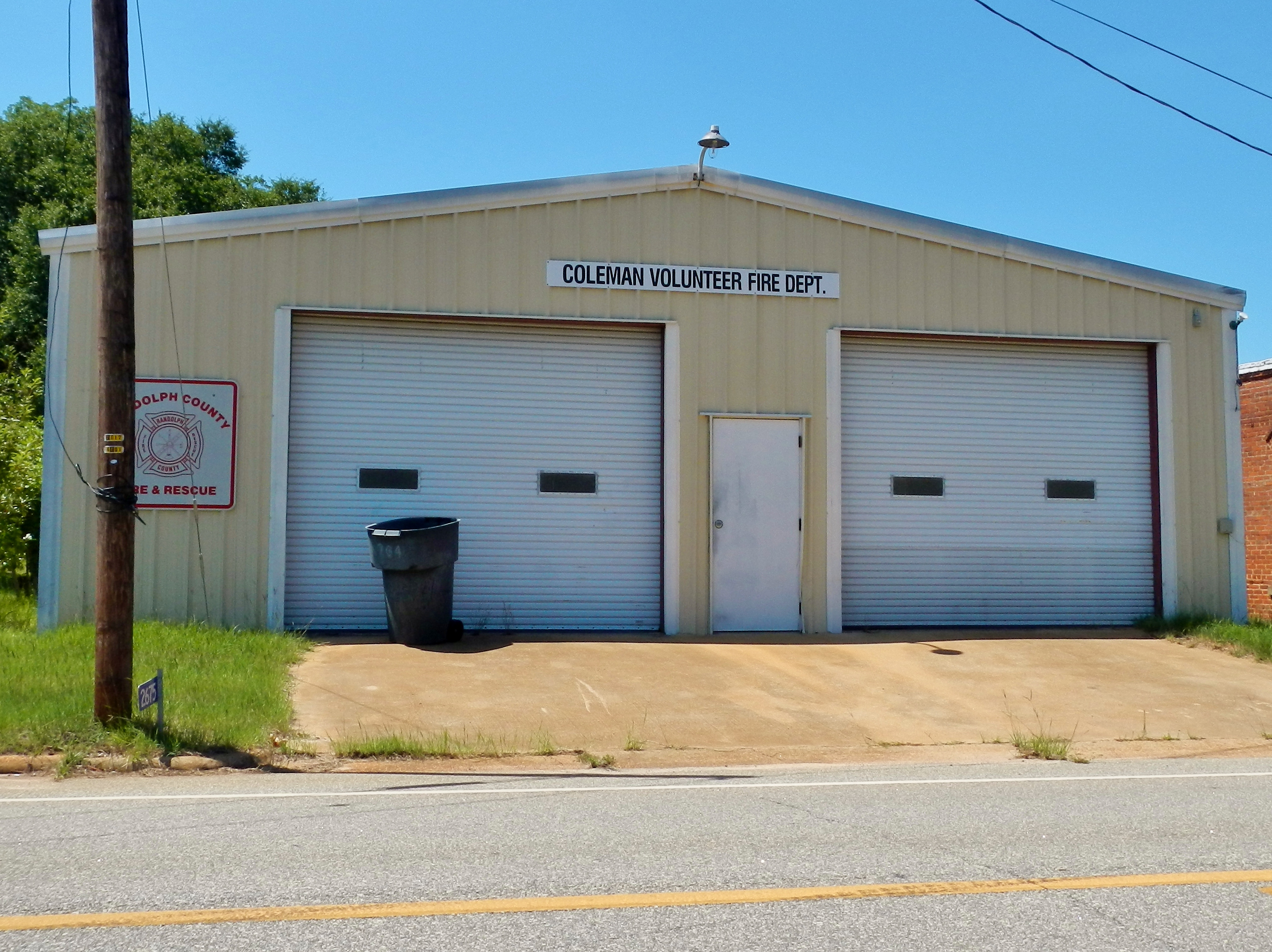